# Sigismund von Neukomm

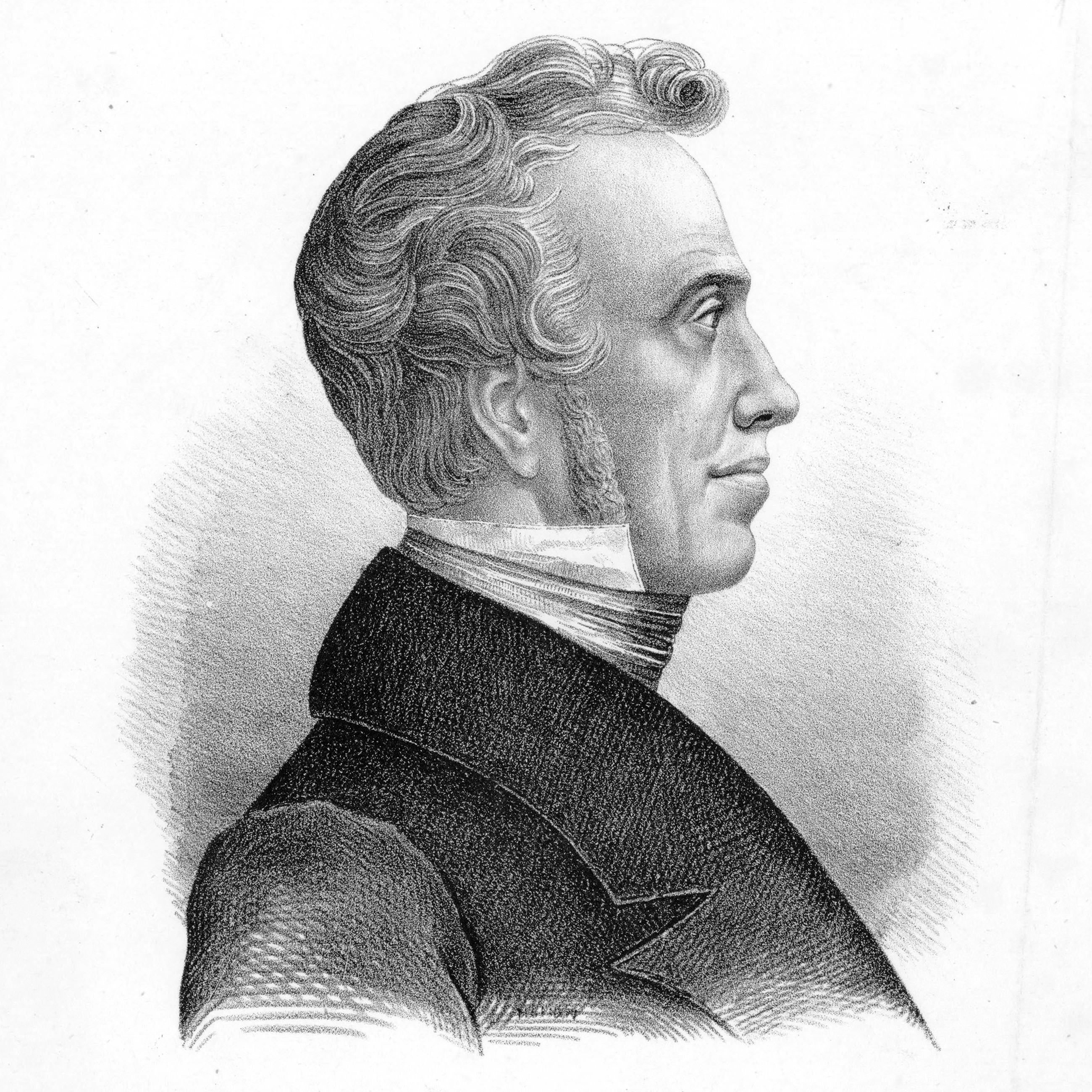
Sigismund von Neukomm

Sigismund Ritter von Neukomm (* 10. Juli 1778 in Salzburg, Erzstift Salzburg; † 3. April 1858 in Paris) war Komponist, Pianist, Diplomat, Freimaurer. Metternich ermittelte vorübergehend gegen Neukomm wegen angeblicher Spionagetätigkeit.

## Leben
Neukomm war das älteste Kind des Schullehrers David Neukomm und seiner Gattin Kordula, geb. Rieder. Der junge Neukomm konnte schon im Alter von vier Jahren fließend lesen und im Alter von fünf schreiben, der Vater sorgte für diese frühkindliche Ausbildung. Kurze Zeit später erhielt er Musikunterricht beim Salzburger Domorganisten Franz Xaver Weissauer. Mit sechs Jahren soll er bereits Orgel gespielt haben, wobei Weissauer das Pedal bediente. Er übte sich aber auch auf Streich- und Blasinstrumenten. Unterricht in Harmonielehre erhielt Neukomm bei Michael Haydn, dessen Gattin Maria Magdalena mit Neukomms Mutter verwandt war. Mit 16 Jahren wurde er zum Titularorganisten an der Salzburger Universitätskirche ernannt; er verdiente damit erstmals eigenes Geld. Kurze Zeit danach arbeitete er als Korrepetitor am Salzburger Theater. Im Alter von 19 Jahren ging Neukomm im März 1797 nach Wien.
Auf Empfehlung Michael Haydns wurde Neukomm erst Schüler und dann enger Mitarbeiter Joseph Haydns. Haydn schätzte offenbar die musikalischen Fähigkeiten seines Schülers. Er vertraute Neukomm die Erstellung von Klavierauszügen seiner beiden Oratorien Die Schöpfung und Die Jahreszeiten an und Neukomm arbeitete auf Wunsch Haydns das Oratorium Il Ritorno di Tobia um und verfasste Arrangements von schottischen Liedern für ihn. In den sieben Jahren in Wien von 1797 bis 1804 erteilte Neukomm Klavier- und Gesangsunterricht. Seine bekanntesten Schüler waren Anna Milder-Hauptmann und Franz Xaver Wolfgang Mozart, genannt Wolfgang Amadeus der Jüngere.

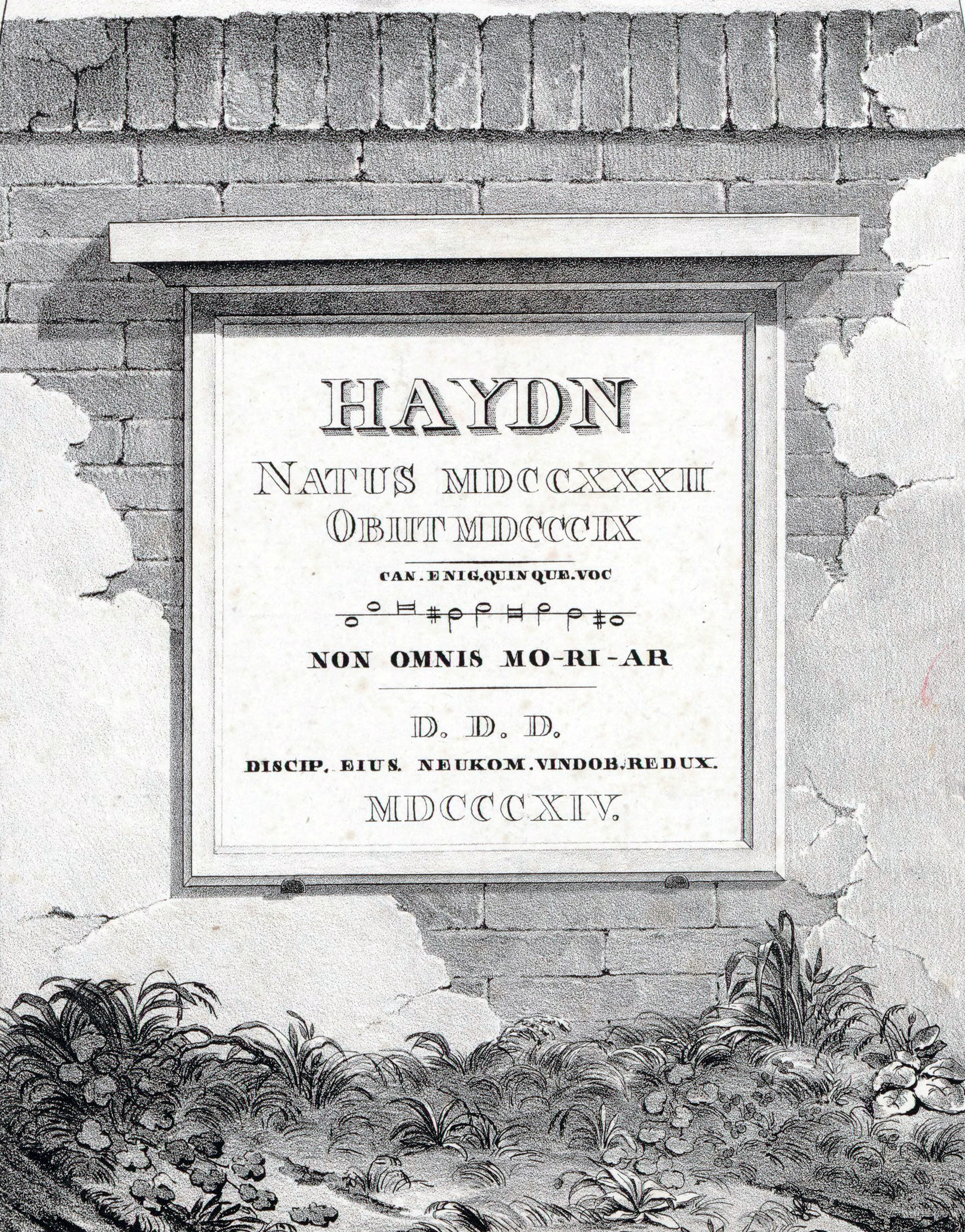
Der von Neukomm gestiftete Grabstein für Joseph Haydn

Neukomm war ein großer Verehrer Mozarts. Als Ergänzung zu Mozarts Requiem anlässlich von dessen Erstaufführung in Rio de Janeiro vertonte er das Responsorium Libera me, das am Grab gesungen wird und in der üblicherweise gespielten Version von Mozart-Süßmayr fehlt, da es nicht zu den in der Kirche gesungenen liturgischen Texten der Missa pro defunctis gehört. Neukomm stiftete Joseph Haydns Grabstein und versah diesen mit einem fünfstimmigen Rätselkanon auf Horaz’ zweideutige Worte non omnis moriar.
Neukomm war in vielen Ländern der Welt tätig. So war er von 1804 bis 1808 Kapellmeister in Sankt Petersburg, 1809 in Paris Hauspianist bei Charles-Maurice de Talleyrand-Périgord und von 1816 bis 1821 Kapellmeister am Kaiserhof von Johann VI. in Rio de Janeiro, Brasilien. In Erinnerung daran wurde er 1945 Namenspatron des Stuhles Nr. 6 der Academia Brasileira de Música in Rio. Die meiste Zeit lebte er jedoch in Paris. Nach 1820 bereiste er neben Frankreich Italien, die Schweiz, die Niederlande und Großbritannien.
Seine Werke erklangen zum feierlichen Einzug König Ludwig XVIII. in Paris nach dem Sieg über Napoleon, wie auch zur Gedächtnisfeier für den 1793 auf dem Schafott hingerichteten Ludwig XVI. während des Wiener Kongresses im Januar 1815. Zum Dank ernannte ihn der König von Frankreich zum Ritter der Ehrenlegion, ein Titel, auf den Neukomm stolz war und den er fortan auf die Titelblätter seiner Kompositionen drucken ließ. 1842 hielt er in Salzburg bei der Enthüllung des ersten öffentlichen Denkmals für Mozart eine Festrede und hatte die musikalische Leitung der Feierlichkeiten inne. 1837 enthüllt er das Gutenberg-Denkmal und dirigiert dabei ein Chor- und Orchesterensemble von fast 500 Instrumentalisten.
Sein musikalisches Gesamtwerk umfasst über 1300 Kompositionen, darunter zehn Opern, drei Oratorien, geistliche Musik und Lieder in verschiedenen Sprachen. Sein großes Vorbild Mozart lernte er nie kennen, er war aber Cembalolehrer von dessen Sohn Carl Thomas Mozart. Neukomm orientierte sich in seiner Musik an der seiner Vorbilder, schaffte es aber trotzdem, innovativ zu sein. Neukomm ist heute wenig bekannt.
Sigismund von Neukomm starb am 3. April 1858 in seinem 80. Lebensjahr in Paris.

## Ehrungen
1930 wurde in Wien-Hietzing der „Neukommweg“, in Salzburg 1935 die „Neukommgasse“ nach ihm benannt.

## Werke
- Grand Septuor de Beethoven. Arrangée pour Piano et Orgue expressif Par le Chevalier Sigismond Neukomm Op. 38. Prix: 12. Paris, chez M.me Ve Cavaux, Editeur de Musique Religieuse, Rue Ste Appoline, 15. Verlags-Nr. 1087 C. C. (1844).
- Duo Concertante pour Orgue Expressif et Piano. Par (Sigismond) Neukomm. (Paris, wohl wie oben: Cavaux o. J.), Verlags-Nr. C. C. 628.
- Christi Grablegung, Oratorium – Handschrift in der Bibliothek Cantu

## Diskografie (Auszug)
- 9 Grandes Etudes für Orgel, aus: 25 Grandes Etudes; Erik Feller, Orgel. Label Arion ARN 68586, 2002.
- Grande Sinfonie héroique op. 19 + Fantasien für großes Orchester op. 9 & NV 41; Dramatische Fantasie über Passagen aus John Miltons Paradise Lost: cpo Nr. 4096743, 2010. Kölner Akademie
- Klavierkonzert C-Dur op. 12 + Fantasie c-moll op. 11 für großes Orchester; Scena composta per la Signora Hunnius; Kantate Arianna a Naxos. Kölner Akademie, Label „Ars“.[3]
- Messe de Requiem, suivie d’un marche funèbre. Cantareunion Vocal Ensemble, La Grande Écurie et la Chambre du Roy, Jean-Claude Malgoire, 2008. Label K617.[4]
- Missa Solemnis pro Die Acclamationis Johannis VI. op. 150. La Grande Écurie et la Chambre du Roy, Jean-Claude Malgoire, 2009. Label K617.[5]

## Notenausgaben
- Sigismund von Neukomm: Die Braut von Messina (Messinskaja nevesta, ili Vraždujuščie bratʹja: melodrama (k tragedii F. Šillera) = Die Braut von Messina oder die feindlichen Brüder: Melodram / Sigizmund Ritter fon Nejkom. Vosstanovlenie po rukopisi i tekstologičeskaja redakcija Denisa Germanoviča Lomteva). Hrsg. Denis G. Lomtev, (Partitur) Moskau 2004 (nach dem Original aus der Herzogin Anna Amalia Bibliothek Weimar „Petersburg, 1805“, das 2004 verbrannt ist).
- Orchesterfantasien, Konzert für Piano-Forte, Arien, Grand sinfonie heroique: Notenausgaben herausgegeben von Bert Hagels bei Ries und Erler, sowie weitere Werke bei Castejon Music.
- Sigismund von Neukomm: Nocturne, op.18 für Piano-Forte und Violine. Musikverlag LMM.
- Sigismund von Neukomm: Elégie harmonique für Piano-Forte. Musikverlag LMM.
- Sigismund von Neukomm: Fantasie Sonate (No. 2) (f-Moll) für Piano-Forte. Musikverlag LMM.
- Sigismund von Neukomm: Fantasie Sonate (No. 1) (c-Moll) für Piano-Forte. Musikverlag LMM.
- Sigismund von Neukomm: Caprice für Piano-Forte. Musikverlag LMM.
- Sigismund von Neukomm: Fantasie (e-Moll) für Piano-Forte. Musikverlag LMM.